# Ophrys macedonica
Ophrys macedonica là một loài thực vật có hoa trong họ Lan. Loài này được (Fleischm.) Fleischm. ex Soó mô tả khoa học đầu tiên năm 1927.